# Cormac McGeough
Cormac McGeough, né le 11 août 1996, est un coureur cycliste irlandais.

## Biographie
Cormac McGeough est né aux États-Unis dans l'État de Washington,. Il commence le cyclisme durant sa jeunesse au sein d'un club de Carbondale, où il effectue sa scolarité. Dans un premier temps, il se consacre au VTT.  
En 2018, il s'impose sur une course nationale à Los Alamos, sous les couleurs de la formation Jelly Belly-Maxxis. Il termine également troisième d'une étape du Tour of the Gila et treizième du Tour du lac Taihu. L'année suivante, il évolue en Europe au sein de l'équipe irlandaise EvoPro Racing. Il revient ensuite aux États-Unis à partir de 2020 en intégrant la structure Wildlife Generation. 
En septembre 2021, il se classe neuvième du Tour de Serbie. Lors de la saison 2022, il se distingue en devenant vice-champion d'Irlande sur route. Il obtient par ailleurs diverses victoires sur des courses au Mexique et aux États-Unis.  
En 2023, il remporte une étape du Tour de Beauce et du Tour de l'Équateur. Il s'agit de ses premiers succès obtenus sur des compétitions inscrites au calendrier de l'UCI. La même année, il finit deuxième de la Rás Tailteann et troisième de la Green Mountain Stage Race. Il représente aussi l'Irlande lors des championnats du monde de Glasgow. 

## Palmarès et résultats

### Palmarès par année
- 2016
  - 2e étape de l'Iron Horse Classic
  - 2e de l'Iron Horse Classic
- 2018
  - Tour de Los Alamos
- 2022
  - Barrio Logan Grand Prix
  - Barry Wolfe Grand Prix
  - Tour Daysa :
    - Classement général
    - 1re étape (contre-la-montre)

  - Purisima del Rincón
  - 2e du championnat d'Irlande sur route
- 2023
  - 2e étape du Tour de Beauce
  - 6e étape du Tour de l'Équateur
  - 1re étape du Tour du Guatemala
  - 2e de la Rás Tailteann
  - 3e de la Green Mountain Stage Race
- 2024
  - 3e étape de la Rás Tailteann
  - 4e étape du Tour du Guatemala
  - 5e étape du Tour du Costa Rica

### Classements mondiaux
| Année                                 | 2018  | 2019 | 2020 | 2021  | 2022 | 2023  | 2024  |
| ------------------------------------- | ----- | ---- | ---- | ----- | ---- | ----- | ----- |
| Classement mondial                    | 2417e | nc   | nc   | 2339e | 737e | 1864e | 2068e |
| UCI Europe Tour                       | nc    | nc   | nc   | 1561e | 562e | nc    | nc    |
| UCI Asia Tour                         | 574e  |      |      |       |      |       |       |
| UCI America Tour                      | 460e  |      |      |       |      |       |       |
|                                       |       |      |      |       |      |       |       |
| Légende : nc = non classéSource : UCI |       |      |      |       |      |       |       |